# Terry Bailey
Pour les articles homonymes, voir Bailey.
Terence « Terry » Bailey était un footballeur anglais né le 18 décembre 1947 à Stoke-on-Trent.

## Carrière
- Winsford United  Angleterre
- Stafford Rangers  Angleterre
- 1974-1978 : Port Vale FC  Angleterre
- Northwich Victoria  Angleterre
- Stafford Rangers  Angleterre